# Wormaldia oconee
Wormaldia oconee là một loài Trichoptera trong họ Philopotamidae. Chúng phân bố ở miền Tân bắc.